# Slag om Akaba
De Slag om Akaba werd op 6 juli 1917 uitgevochten tijdens de Arabische opstand en als onderdeel van het Midden-Oostenfront van de Eerste Wereldoorlog tussen het Ottomaanse Rijk en het Koninkrijk Hidjaz dat geadviseerd werd door T.E. Lawrence. Het militaire treffen eindigde in de verovering van de belangrijke havenstad Akaba door Hidjaz.

## Achtergrond
Tijdens de Eerste Wereldoorlog had de Royal Navy diverse pogingen ondernomen om de Ottomaanse havenstad Akaba aan de Rode Zee in te nemen, maar slaagden daar niet in. De stad werd aan landzijde beschermd door een woestijn die zich 200 kilometer uitstrekte. Hierdoor leek een aanval over land richting Akaba onmogelijk.
Na de uitbraak van de Eerste Wereldoorlog groeide het nationalisme op het Arabisch Schiereiland dat deel was van het Ottomaanse Rijk. De Britten moedigde dit nationalisme aan en de Britse generaal Henry McMahon correspondeerde met de emir van Mekka, Hoessein bin Ali en zegde hem Britse steun toe in diens opstand. Deze steun vertaalde zich in eerste instantie in de persoon van T.E. Lawrence die Hoessein en zijn zoon Faisal adviseerde.

## Slag

### Militaire campagne van 1917
In januari 1917 wisten de strijders uit Hidjaz de Rode Zeehaven Al Wajh te veroveren. In april van dat jaar dook de Arabische sjeik Auda Abu Tayi op die zich aansloot bij de opstandelingen van prins Faisal. Auda overtuigde Lawrence dat een noordwaarts gelegen oase de perfecte springplank was om de havenstad Akaba aan te vallen. Een verovering van Akaba zou Feisal verzekeren van de steun van Nuri Shalaan van de Ruwallah stam.
Op 9 mei vertrok Lawrence met duizend man uit Al Wajh en trok hij noordwaarts, bijna tot aan Damascus en pikte onderweg nog eens 4.000 soldaten op. Gedurende hun mars vernietigde Lawrence en zijn strijdmacht verschillende stukken spoorlijn en bevochten ze de Ottomanen bij Fuweila en Aba-el-Lissan. Lawrence wist de Arabieren te overtuigen om de Ottomaanse soldaten gevangen te nemen om zo de andere garnizoenen sneller tot overgave te bewegen.

### Akaba
Akaba werd verdedigd door een garnizoen van 300 soldaten, maar de verdedigingswerken van de stad waren allemaal naar zee gericht. Op 6 juli overliepen de Arabieren de enige verdediging van de stad bij Khadra. Veel werd er niet gevochten. Het garnizoen en de paar Duitse adviseurs ter plekke gaven zich over aan de aanvallers.

## Nasleep
Na de inname van Akaba reed Lawrence naar de Sinaï om het Britse commando in Egypte te informeren van de overwinning bij Akaba. Viceadmiraal Rosslyn Wemyss stuurde direct schepen met voedsel en wapens naar de stad om de Arabieren te bevoorraden. Faisal verplaatste zijn hoofdkwartier naar de belangrijke havenstad en fungeerde van daaruit als belangrijk steunpunt in het verdere krijgsverloop van de oorlog.
Met het verdrijven van de Ottomanen uit Akaba verdween ook het gevaar die de Duitse onderzeeërs konden vormen voor het Suezkanaal.

## Nalatenschap
De slag om Akaba maakt prominent deel uit van David Lean's film Lawrence of Arabia, waar de slag met enige historische vrijheid wordt weergegeven.